# Гирокастра
Гирока́стра (алб. Gjirokastra), также Гьирока́стер (алб. Gjirokastër), в прошлом  Аргиро́кастрон (греч. Αργυρόκαστρο, итал. Argirocastro) — город на юге Албании, в долине реки Дрино.
Административный центр одноимённых области и округа. Население 19 836 чел., в агломерации — 23 635 чел. (перепись, 2011). Гирокастра имеет статус города-музея, известна как родина албанского коммунистического  лидера Энвера Ходжи. В 2005 году город включён в список объектов Всемирного наследия ЮНЕСКО, как хорошо сохранившийся город времён Османской империи.

## История

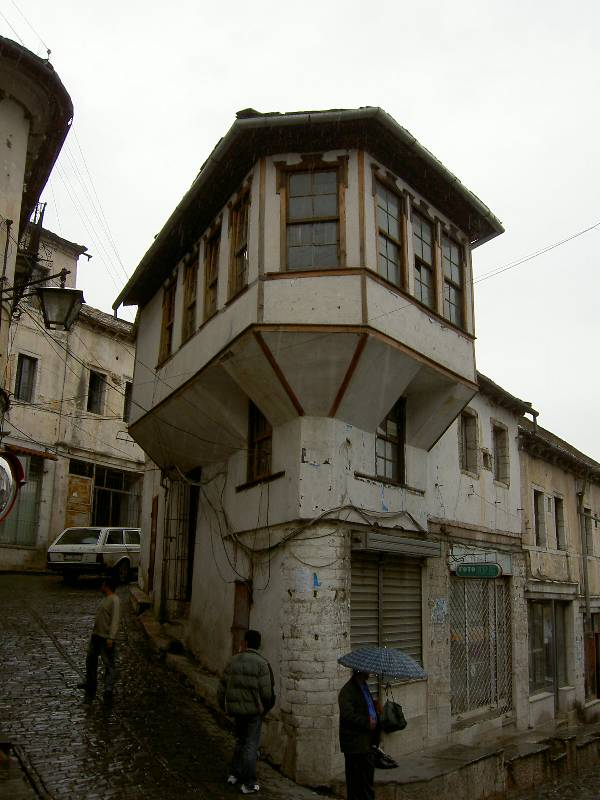
Дом в Гирокастре

- Первое поселение на месте Гирокастры относится к I веку до н. э.
- Образование города относится к XII веку. Он входил в византийскую провинцию Эпир и назывался Аргирополисом (Серебряный город) или Аргирокастроном (Серебряный замок).
- В XIV веке входил в греческое княжество Эпир (Эпирский деспотат).
- В 1417 году был включён в состав Османской империи.
- В конце XIX века стал одним из центров борьбы за независимость Албании.
- По данным 1913 г., в городе проживало 10 тыс. албанцев и 2 тыс. греков[5].
- По окончании Первой мировой войны был под контролем греческой армии, пока не был передан Албанскому королевству.
- Во время Второй мировой войны подвергся последовательной оккупации итальянскими, греческими, германскими войсками.
- Во времена коммунистического режима город, как родина Энвера Ходжи, был объявлен музеем.

## Достопримечательности
В городе имеется цитадель Гирокастра XII века, рядом с Гирокастрой находится монастырь Дувьян.
Особую известность городу принесли дома башенного типа (турецкие куле) построенные в XVII—XIX веках. Такие дома типичны для Балканского региона, но нигде более не сохранились в столь большом количестве и сохранности.
Имеются базар, мечеть и две христианские церкви XVIII века. В 1988 году была подана заявка на включение города в список Культурного наследия ЮНЕСКО, но она была отклонена по причине большого количества современных зданий, портивших архитектурный облик. В 2005 году город со второй попытки был включён в этот список.
Раз в пять лет, начиная с 1968 года, в городе проводится албанский национальный фольклорный фестиваль, самое крупное событие народной музыки в Албании.

## Города-побратимы
- Саранда.